# Musée de préhistoire régionale de Saint-Pons-de-Thomières

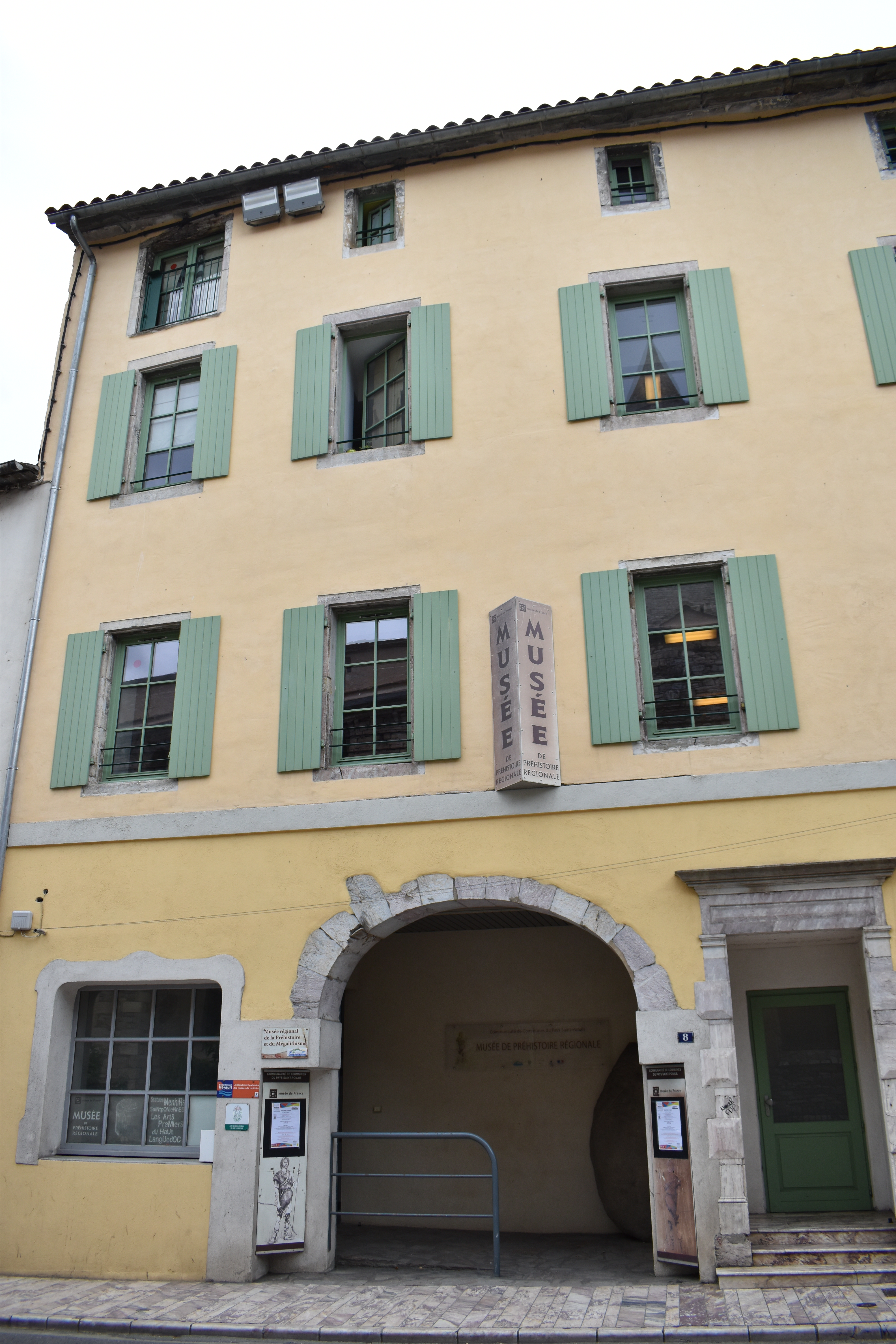
Museumsgebäude

Das Musée de préhistoire régionale de Saint-Pons-de-Thomières widmet sich der Vorgeschichte der Region des Haut-Languedoc (Départements Hérault, Gard, Aveyron und Tarn) im Süden Frankreichs.

## Lage
Das Museum befindet sich in einem alten Bürgerhaus in der Grand'Rue am nordwestlichen Stadtrand der ehemaligen Bischofsstadt Saint-Pons-de-Thomières. Es ist nur etwa 80 m (Fußweg) vom Fluss Aguze entfernt.

## Exponate
Gezeigt werden Gegenstände aus dem Leben der Menschen der Jungsteinzeit, darunter Stein-, Silex- und Keramik-Funde aus der Grotte de Camprafaud und der Grotte de Resplandy. Bedeutendste Exponate sind jedoch Abgüsse von neun im Halbkreis angeordneten Statuenmenhiren aus der Region.

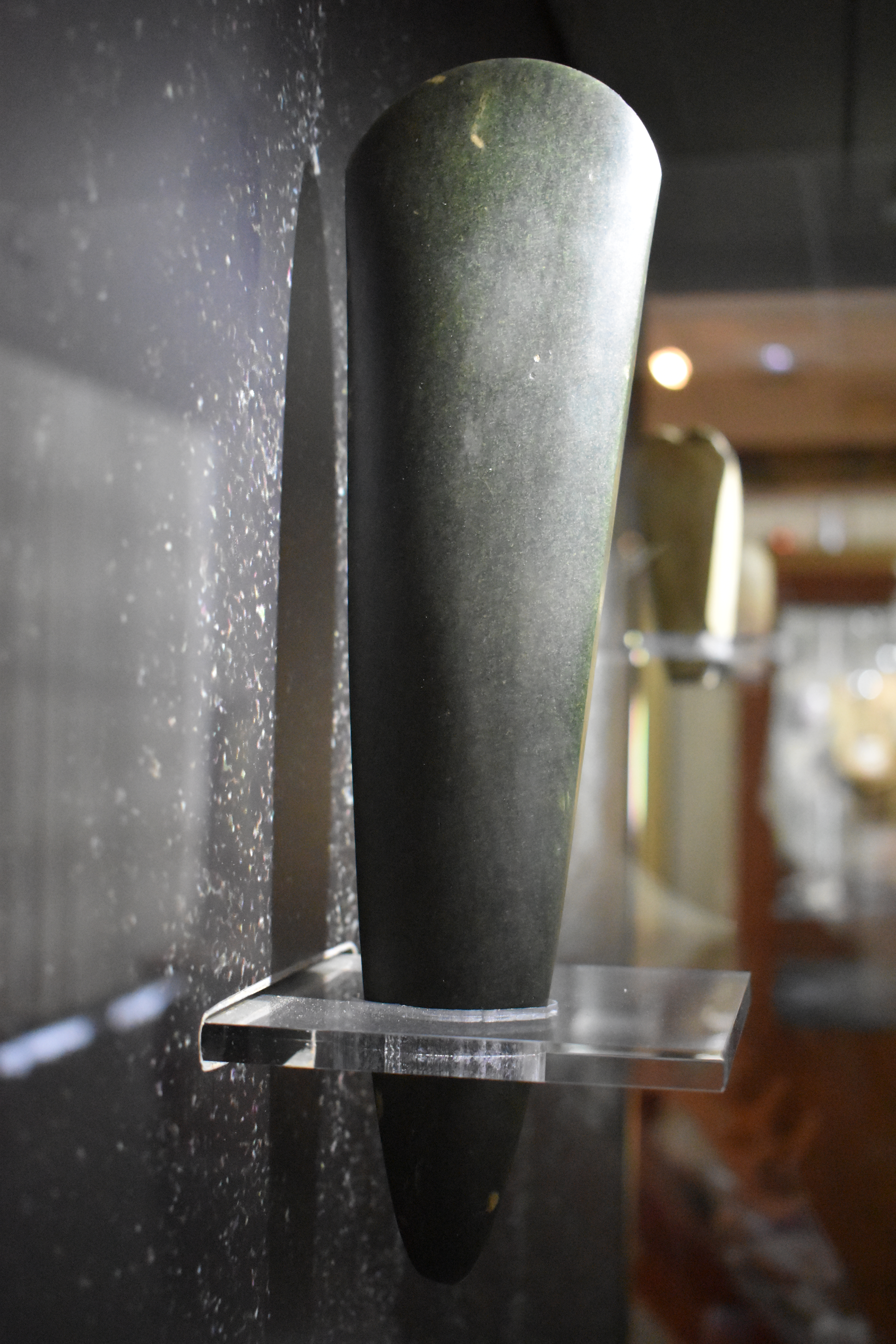
Polierte Steinaxt
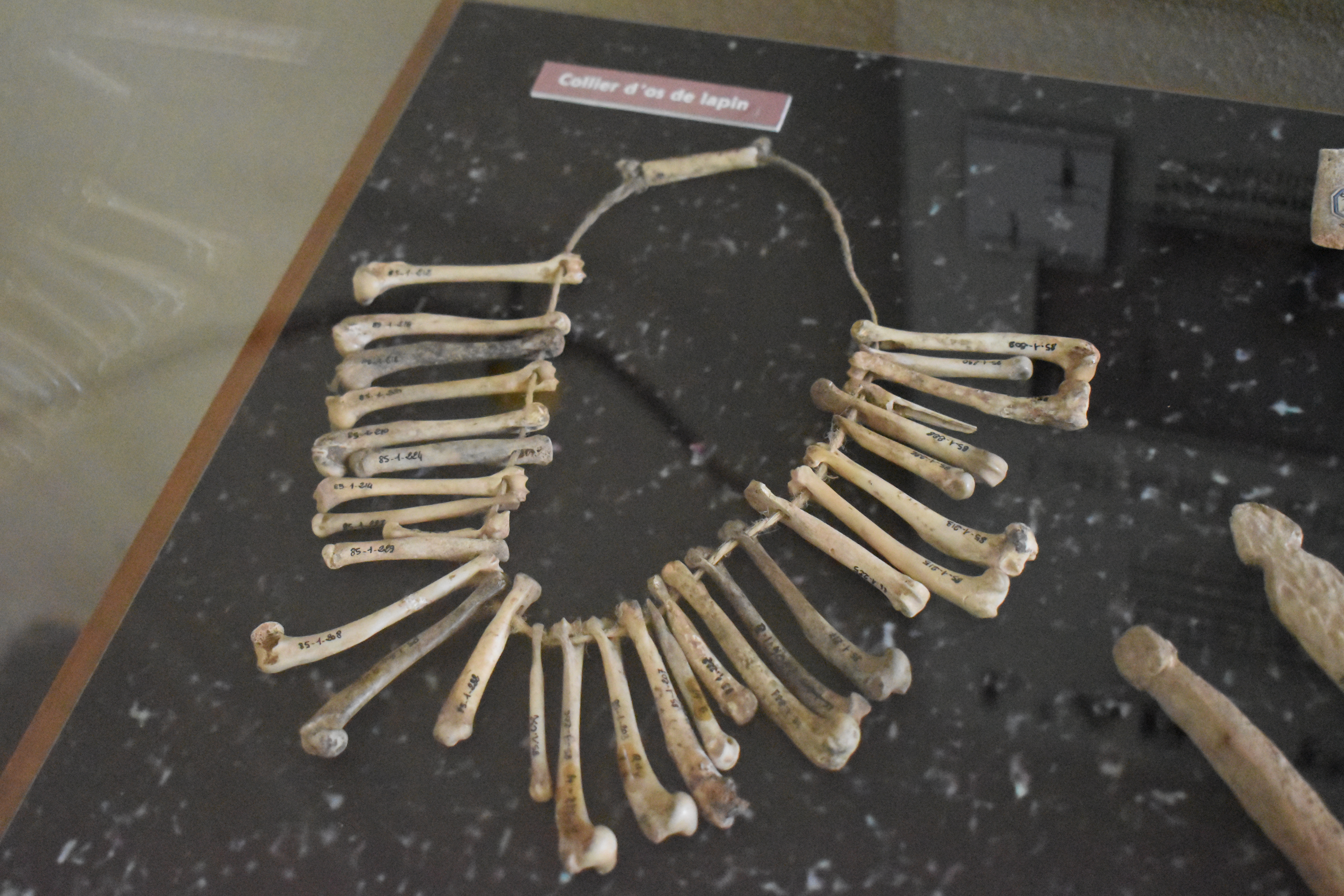
Collier aus Hasenknochen
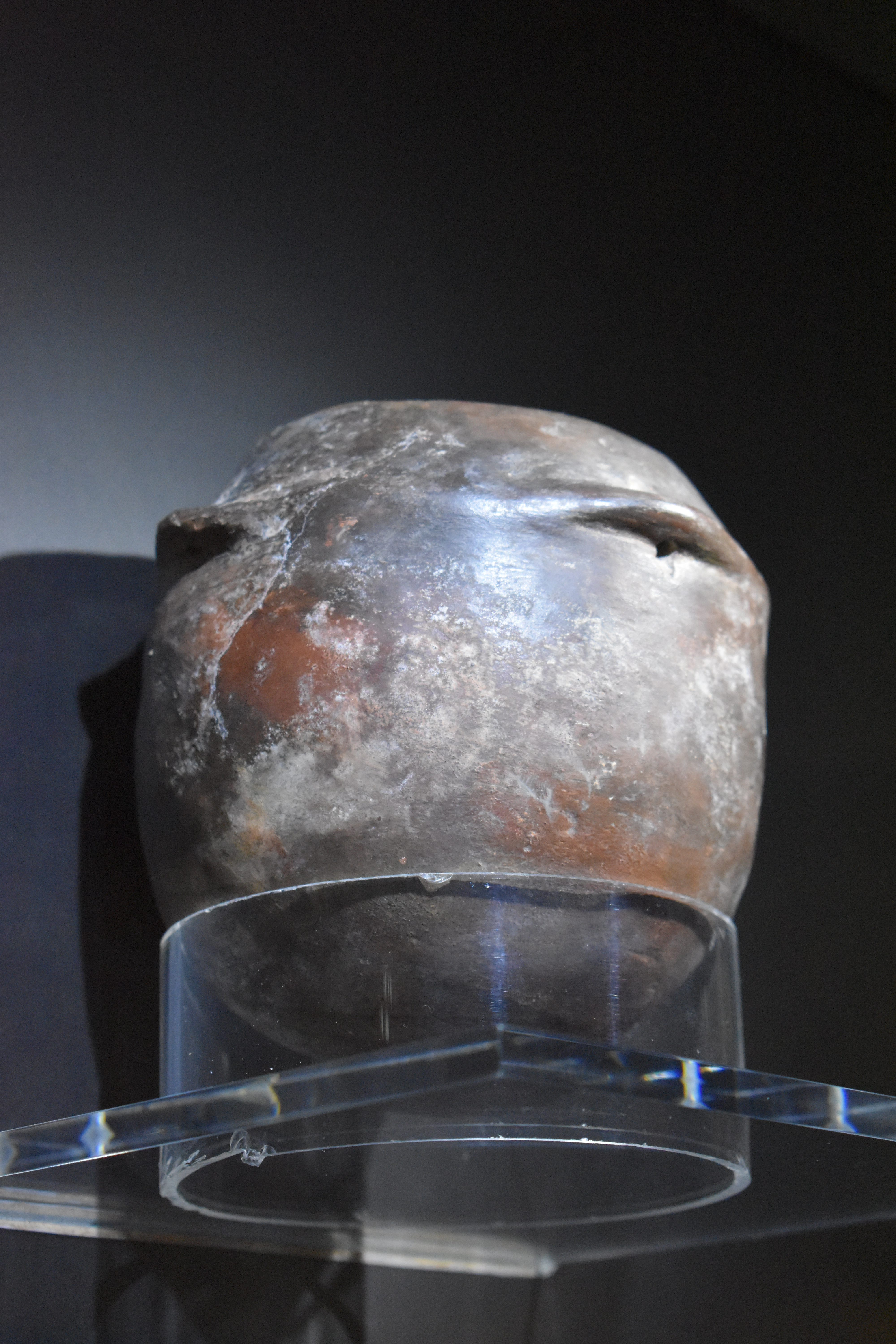
Keramikkessel
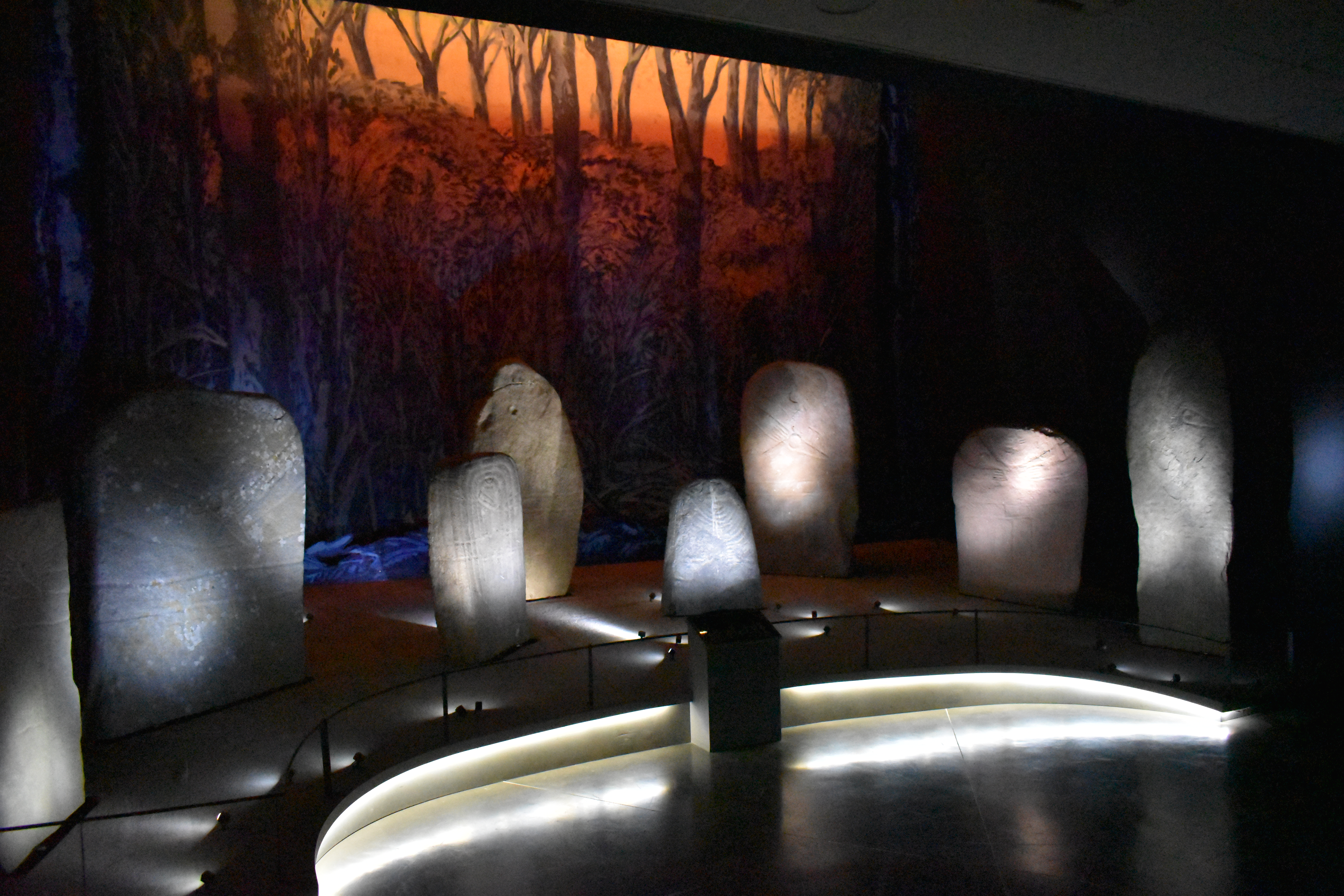
Statuenmenhire
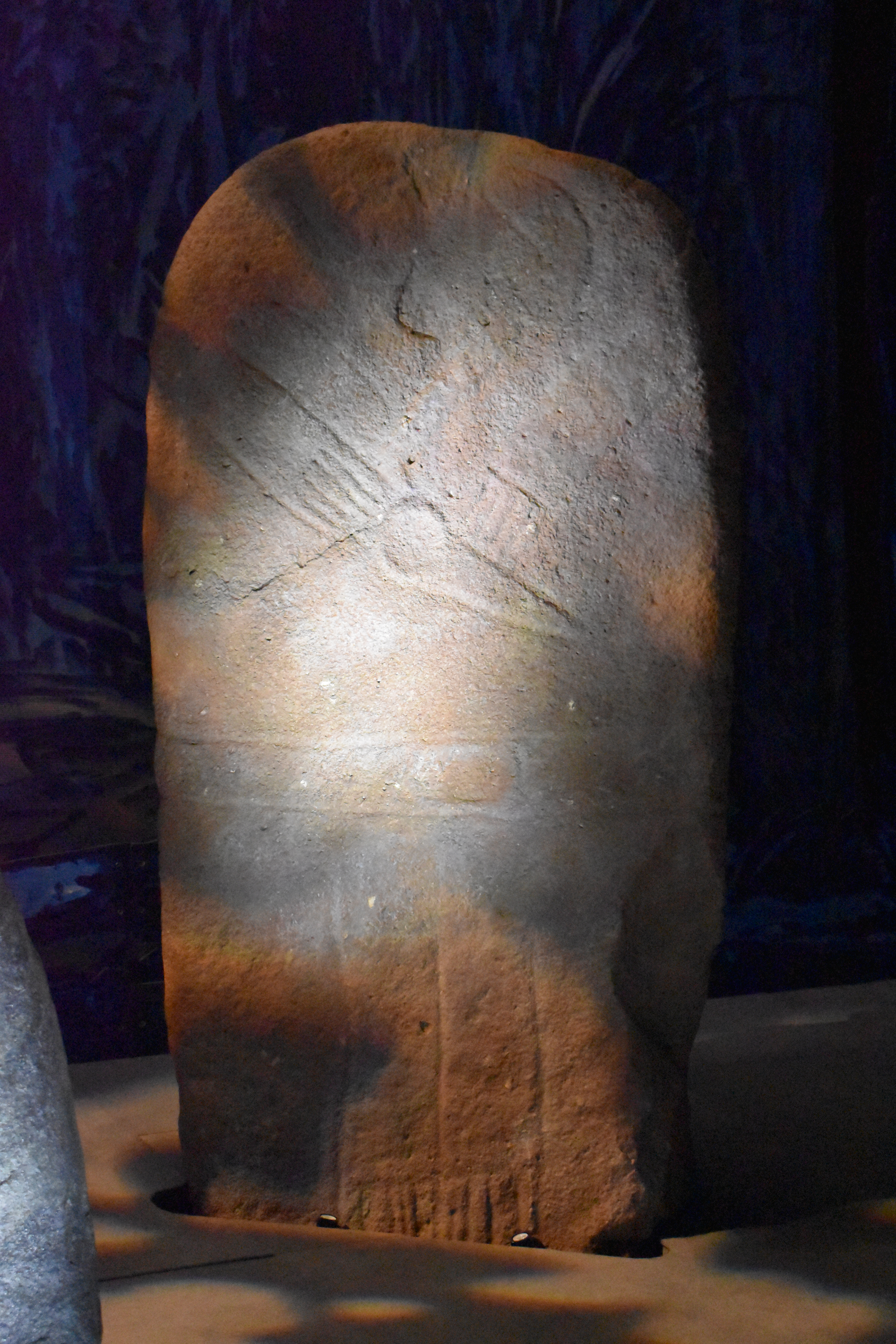
Statuenmenhir von Pallhemalbiau